# Kościół św. Jakuba w Człuchowie
Kościół św. Jakuba w Człuchowie – rzymskokatolicki kościół parafialny w Człuchowie, w województwie pomorskim.

## Lokalizacja
Budynek świątyni znajduje się na północno-zachodnim skraju rynku. Teren kościoła przylega do ulic Królewskiej i Wejhera.

## Historia
Pierwsza wzmianka w źródłach pisanych dotycząca kościoła w tym miejscu pochodzi z 1209 roku. Był to drewniany kościół wzniesiony za panowania książąt gdańskich. W latach 1550–1603 był w rękach protestantów. Kościół murowany został ufundowany przez starostę wejherowskiego Jakuba Wejhera. Zbudowano go w latach 1644–1647. Na początku XVIII wieku do bryły kościoła dobudowano wieżę. W latach 1926–1927 świątynię poddano kolejnej, gruntownej rozbudowie według planów, sporządzonych przez człuchowskiego mistrza budowlanego Fenner'a. Dobudowano nowy korpus nawowy prostopadle do istniejącego kościoła tak, że dawna nawa stała się transeptem nowego założenia. W ten sposób oś kościoła, pierwotnie orientowanego, znalazła się na linii północ-południe. Jednocześnie mury kościoła podwyższono o 4 metry, a wieżę z 25 metrów do 38.5 metrów wysokości. W 1926 r. powstały dwa witraże autorstwa Theo Landmanna przeznaczone do świątyni, przedstawiające Chrzest Chrystusa w Jordanie oraz Chrystusa Króla.

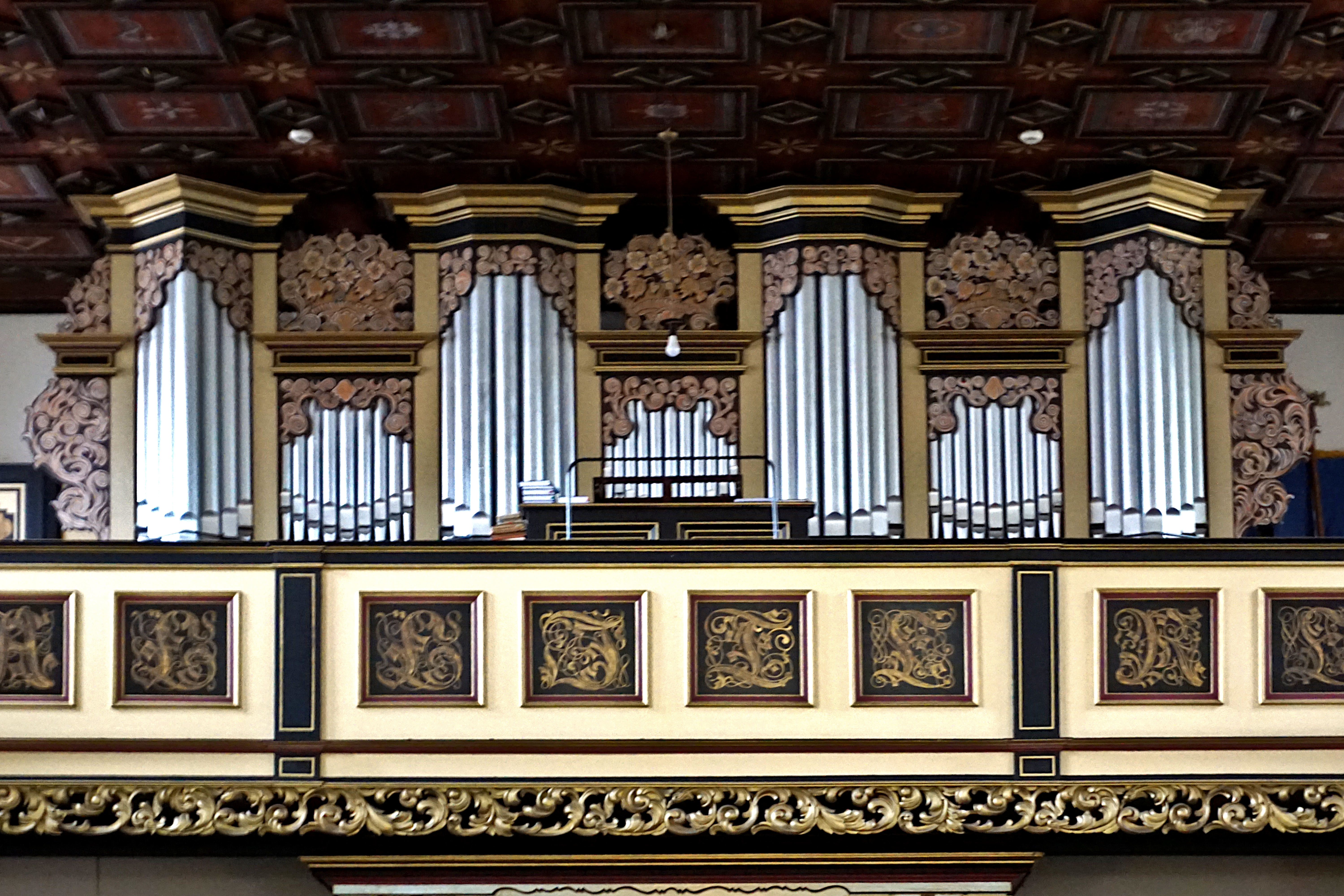
Wnętrze kościoła - organy

## Architektura

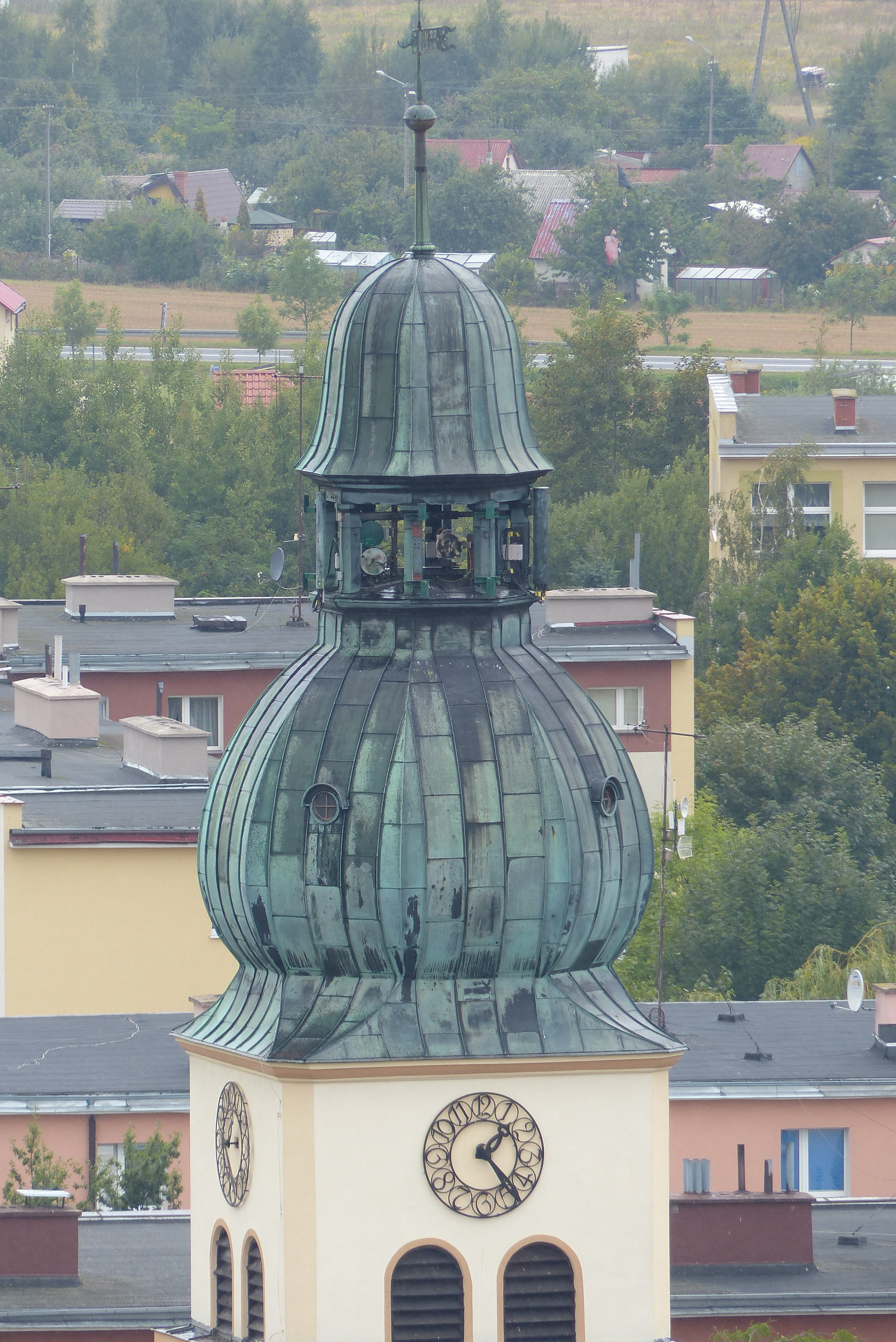
Wieża kościoła

W wyniku przebudowy kościół uzyskał interesujący, niespotykany kształt bryły. Główne wejście od strony ulicy Wejhera ulokowane jest w podcieniu, przykrytym sklepieniem krzyżowym. Nad wejściem znajduje się napis Pax Christi in regno Christi (łac. Pokój Chrystusowy w Królestwie Chrystusowym), oraz nisza z figurą św. Jakuba Apostoła. Korpus nawowy składa się z trzech naw przykrytych bogato dekorowanymi, stropami drewnianymi. Od strony południowej nad kruchtą znajduje się empora. Nawę główną od transeptu oddziela łuk tęczowy, wyznaczając jednocześnie granicę pomiędzy starą częścią kościoła a dobudowaną w 1926 roku. Czworoboczna wieża znajdująca się na przedłużeniu transeptu po stronie zachodniej zaopatrzona została w zegar z dzwonem z roku 1522 i okazały, barokowy hełm. Wyposażenie kościoła pochodzi z XVII i XVIII wieku. W prezbiterium znajduje się ołtarz główny i renesansowa ława kolatorska. Po obu stronach kościoła, w transepcie znajdują się barokowe ołtarze boczne z około 1660 roku przedstawiające św. Jakuba Apostoła po stronie wschodniej) oraz Jezusa Ukrzyżowanego (po stronie zachodniej). W dawnym prezbiterium znajduje się ołtarz Matki Boskiej Niepokalanej z XVII wieku. Do pozostałego wyposażenia należą: barokowy konfesjonał z XVII wieku, barokowa ambona z postaciami czterech ewangelistów oraz chrzcielnica szkatułkowa z masywnym wiekiem zwieńczonym figurą, 2 portrety trumienne oraz szaty liturgiczne z XVII i XVIII wieku.
Proboszcz parafii św. Jakuba w Człuchowie ks. Antoni Wołek Wacławski zainicjował szereg odnowień zabytkowego wyposażenia oraz w 1964 nabył na rzecz świątyni obraz Matki Bożej Jasnogórskiej.